# Обелиск Монтевидео
Обелиск Монтевидео (исп. Obelisco a los Constituyentes de 1830, в переводе Обелиск Конституции 1830 года) — монумент, созданный скульптором Хосе Луисом Соррилья де Сан-Мартином и расположенный в центре столицы Уругвая — Монтевидео.
Обелиск представляет собой трёхгранную вытянутую пирамиду высотой 40 метров, выполненную из гранита. У каждой грани монумента расположены три бронзовые статуи, олицетворяющие «Закон», «Свободу» и «Силу». Обелиск находится в центре шестиугольного фонтана, у каждого угла которого расположены по два гранитных шара. 
Обелиск расположен на пересечении проспекта 18 июля и бульвара Артигаса у входа в парк Батлье. Он был создан в 1930 году в честь 100-летия первой Конституции Уругвая и является данью уважения к авторам первой Конституции.
Шесть лет спустя похожий, но более крупный памятник, был воздвигнут в Буэнос-Айресе в рамках празднования 400-летия основания города.